# HD 185269
HD 185269 ist ein etwa 150 Lichtjahre entfernter Stern der Spektralklasse G im Sternbild Cygnus. Der Himmelskörper mit einer scheinbaren Helligkeit von 6,7 mag wird von einem Exoplaneten mit der systematischen Bezeichnung HD 185269 b mit einer Umlaufperiode von 6,84 Tagen und einer Mindestmasse von rund einer Jupitermasse umrundet. Der Hot Jupiter wurde im Jahr 2006 unabhängig voneinander und nahezu zeitgleich von Johnson et al. und Moutou et al. mit der Radialgeschwindigkeitsmethode entdeckt.